# Zantedeschia

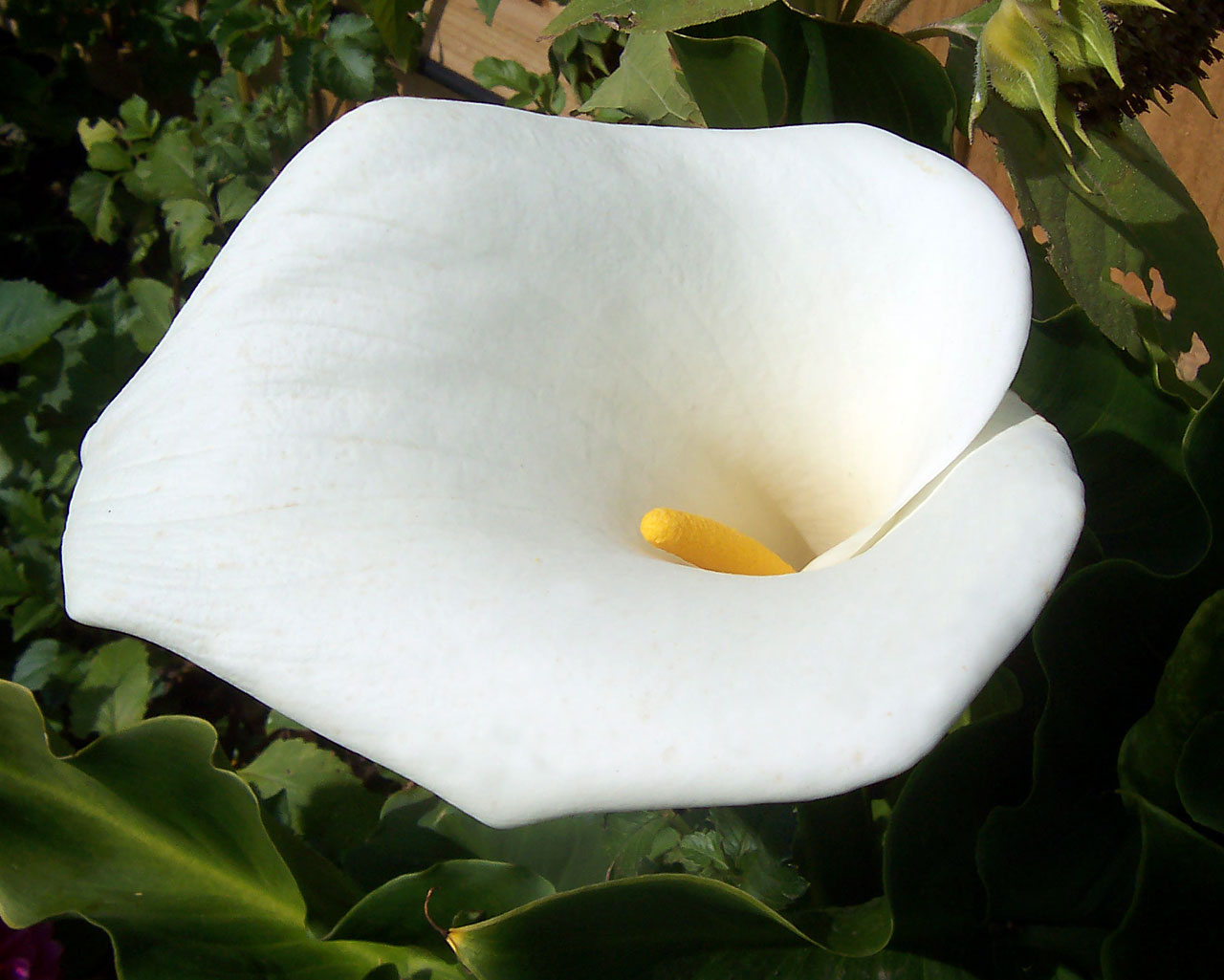
Zantedeschia aethiopica

Las calas, alcatraces o cartuchos (Zantedeschia) son un género de plantas herbáceas perteneciente a la familia Araceae, nativas de sur de África desde Sudáfrica al norte de Malaui.  
Es el único género que comprende la tribu Zantedeschieae.

## Descripción
Zantedeschia es un rizoma herbáceo que alcanza de 1 a 2,5 metros de altura con hojas de 15-45 cm de longitud. La inflorescencia es blanca, amarilla o rosada.

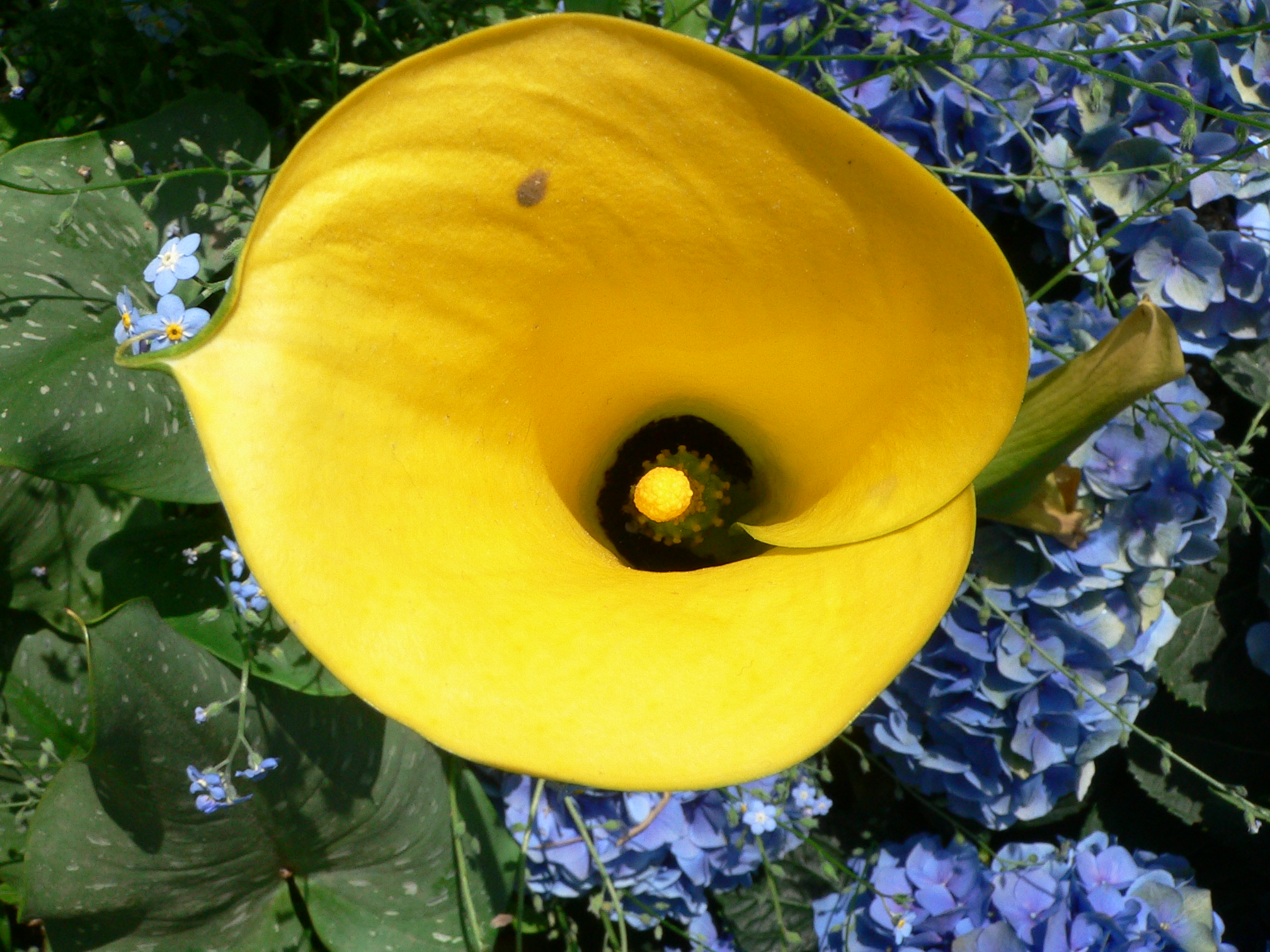
Zantedeschia elliottiana sp.

## Taxonomía
El género fue descrito por Kurt Polycarp Joachim Sprengel y publicado en Systema Vegetabilium, editio decima sexta 3: 756, 765, en 1826.

#### Etimología
Zantedeschia: nombre genérico otorgado en honor del médico y botánico italiano Giovanni Zantedeschi (1773 – 1846).

#### Especies
Comprende 8 especies y 2 subespecies aceptadas:
- Zantedeschia aethiopica (L.) Spreng., 1826
- Zantedeschia albomaculata (Hook.) Baill., 1880
  - Zantedeschia albomaculata subsp. albomaculata
  - Zantedeschia albomaculata subsp. macrocarpa (Engl.) Letty, 1973
- Zantedeschia elliottiana (H.Knight) Engl., 1915
- Zantedeschia jucunda Letty, 1961
- Zantedeschia odorata P.L.Perry, 1989
- Zantedeschia pentlandii (R.Whyte ex W.Watson) Wittm., 1898
- Zantedeschia rehmannii Engl., 1883
- Zantedeschia valida (Letty) Y.Singh, 1996